# Adelphicos visoninum
Adelphicos visoninum е вид влечуго от семейство Dipsadidae. Видът не е застрашен от изчезване.

## Разпространение и местообитание
Разпространен е в Белиз, Гватемала, Мексико и Хондурас.
Обитава гористи местности и плантации в райони с тропически климат.

## Описание
Популацията на вида е стабилна.